# サンタ・クルス (カーボベルデ)
サンタ・クルス（ポルトガル語: Concelho da Santa Cruz）は、カーボベルデの基礎自治体のひとつ。

## 隣接行政区画
- サン・ドミンゴス
- サン・ロレンソ・ドス・オルガン
- サン・サルバトル・ド・ムンド
- サンタ・カタリーナ
- サン・ミゲル

## 教区
- Santiago Maior